# Realizador de televisión
El realizador o realizadora de televisión es la persona encargada de dirigir y coordinar la grabación o emisión de una producción de televisión. En español el término «realizador» se refiere al responsable de la ejecución de una película o programa televisivo y también al «técnico que va seleccionando una imagen de entre las diversas obtenidas por cámaras situadas en diferentes lugares».
Específicamente el realizador o realizadora de televisión dirige la fase técnica de grabación tanto en el estudio como en los exteriores, así como las producciones en directo.
Referido al cine es más habitual el término director.
En América Latina (al igual que en los Estados Unidos) no se utiliza el término realizador, sino únicamente director o director general. 

## Funciones
Las funciones del realizador de televisión varían conforme se trate de una producción de entretenimiento o de variedades, en directo –como la transmisión de un programa informativo o de un acontecimiento deportivo-, o grabada.
En todos estos casos es responsable de la colocación de las cámaras y de supervisar el movimiento de los actores, de la iluminación, micrófonos y otros elementos de apoyo. En una producción de ficción su rol es similar a la de un director de cine, haciendo sugerencias a los actores, indicando a los operadores técnicos cuándo comenzar y finalizar la producción. En las series de televisión formadas por varios episodios, el papel del realizador puede diferir del rol del director de cine pues solamente trabajará en uno o en varios episodios en lugar de ser el autor de la totalidad de la producción; en ese caso el control creativo estará más bien en manos del productor de televisión de la serie.

## Responsabilidades
En las producciones en vivo o grabadas, el realizador da las órdenes en cada momento en la sala de control. 
En tanto que el realizador es responsable de los elementos técnicos específicos del programa, así como de aquellos aspectos organizativos y de ejecución artística, el productor de televisión -generalmente sentado en la sala de control, en un segundo plano detrás del realizador- hace una coordinación más general siguiendo la escaleta, que incluye el control de las pausas publicitarias y de los tiempos de los «bloques» y la duración del programa.